# Lebes

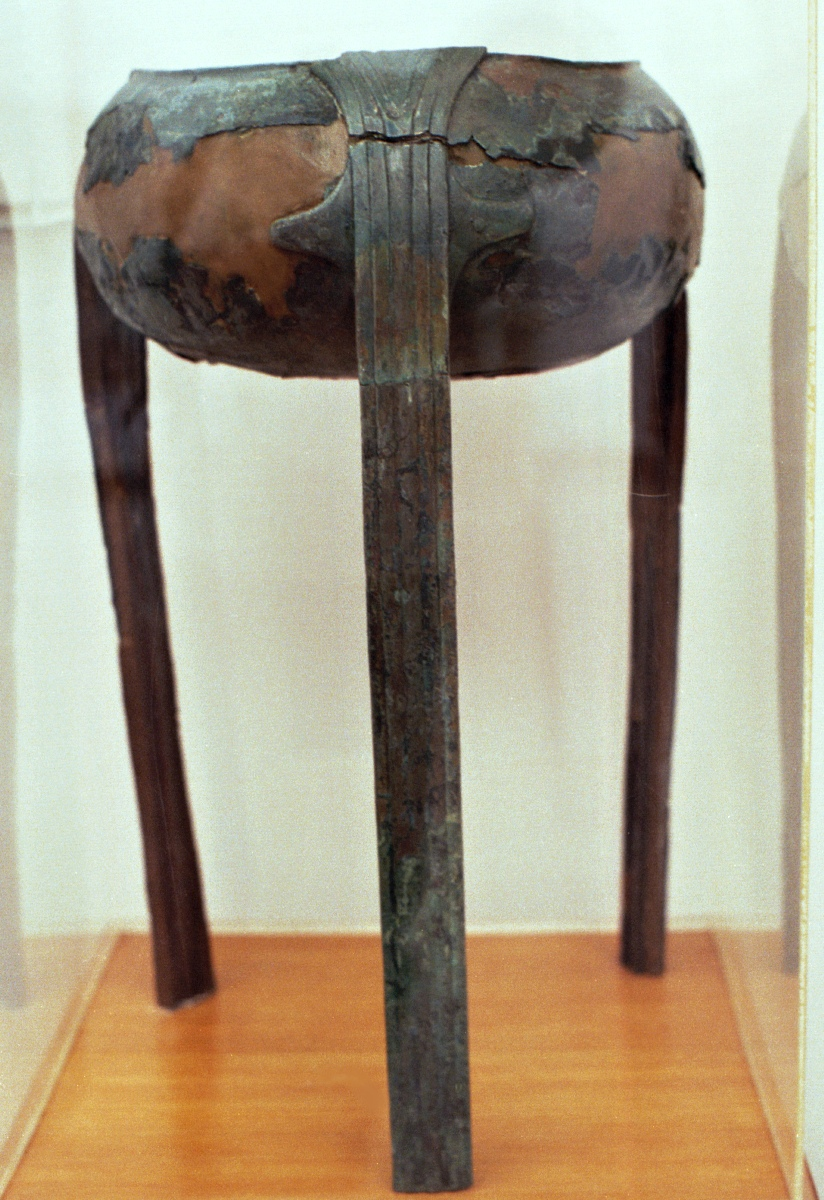
Lebete dell'VIII secolo a.C., rinvenuto nello stadio di Olimpia, oggi esposto nel Museo archeologico di Olimpia

Il lebete (λέβης, lèbes, in greco) era un vaso profondo, una specie di calderone di bronzo o terracotta, utilizzato per conservare acqua, ma anche per cuocere cibi o lavare mani o piedi.
Nella Grecia antica,  a causa del fondo arrotondato, necessitava di un piedistallo per restare eretto; nel periodo classico era appoggiato tramite un piede, e generalmente veniva usato come ciotola per miscelare il cibo in preparazione. 
Il lebes di metallo era utilizzato durante le cerimonie di purificazione come sacrifici, funerali e matrimoni, o come premio in contesti atletici.
Nell'accezione moderna si distingue il Lebes dal Dinos sulla base delle dimensioni del manufatto, essendo più grande il primo rispetto al secondo. Fonti letterarie invece sembrano suggerire una diversità funzionale, per cui il primo sarebbe uno strumento da cucina, e una coppa da bevuta il secondo. 

## Varianti
Lebes tripode
Il lebes tripode è caratterizzato da maniglie verticali rotonde e da tre gambe sostenute da montanti; tutti questi elementi venivano fusi separatamente e poi rivettati al calderone. Era uno strumento da cucina, utilizzato per riscaldare l'acqua e per cuocere carne.
Lebes gamikos
Il lebes gamikos era specificamente un vaso nuziale con manici ad anello.

## Reperti
| Lebete alla tomba Regolini-Galassi a Cerveteri |  | Lebete con sei protomi di leone, risalente al 675-650 a.C., ritrovato nel 1836 all'interno della tomba Regolini-Galassi nella Necropoli del Sorbo di Cerveteri, attualmente esposto ai Musei Vaticani.                                                                 |  |
| Lebete di Eleunte                              |  | Lebete in bronzo risalente al periodo tra 500 - 400 a.C., ritrovato nel 1922 a Eleunte, nell'attuale penisola di Gallipoli in Turchia, attualmente esposto al Museo del Louvre di Parigi.                                                                              |  |
| Lebete del pittore Sabouroff                   |  | Lebete attribuita al pittore Sabouroff, raffigurante l'addobbo di una sposa, risalente a circa il 450 a.C., parte della collezione di antichità di Berlino all'Altes Museum di Berlino.                                                                                |  |
| Lebete di Eros                                 |  | Lebete in terracotta decorata con la tecnica delle figure rosse, ritrovato in Puglia, risalente al periodo tra il 350 e 300 a.C., raffigurante Eros davanti a una donna, utilizzato durante i riti nunziali, esposto all'Museo d'arte di Cincinnati negli Stati Uniti. |  |